# Xanthia aurantia
Xanthia aurantia là một loài bướm đêm trong họ Noctuidae.